# 梅达什
梅达什是葡萄牙波尔图区的一个堂区。总面积12.74平方公里，总人口2353人，人口密度184.7人/平方公里。